# Saunasaari (ö i Norra Karelen, Joensuu, lat 62,68, long 30,40)
Saunasaari är en ö i Finland. Den ligger i sjön Ylimmäinen och i kommunen Joensuu i den ekonomiska regionen  Joensuu ekonomiska region  och landskapet Norra Karelen, i den sydöstra delen av landet, 400 km nordost om huvudstaden Helsingfors. Öns area är 3,9 hektar och dess största längd är 320 meter i sydväst-nordöstlig riktning.